# Panindícuaro, Michoacán de Ocampo
Panindícuaro är en kommun i Mexiko.   Den ligger i delstaten Michoacán de Ocampo, i den centrala delen av landet, 280 km väster om huvudstaden Mexico City.
Följande samhällen finns i Panindícuaro:
- Panindícuaro de la Reforma
- Urequío
- El Fresno de la Reforma
- J. Trinidad Regalado
- Botello
- La Piedad Chiquita
- Bella Vista
- Pomácuaro
- Los Alvarados
- La Córdoba
- Tanguato
- Rubalcabo
- La Vinata
- Ojo de Agua de Señora
- La Cañada